# Dia da Estrela Brilhante
O Dia da Estrela Brilhante ( hangul: 光明星節; hanja: 광명성절; MR: Kwangmyŏngsŏng-jŏl ) é um feriado na Coreia do Norte que ocorre anualmente em 16 de fevereiro, aniversário do nascimento do segundo líder do país, Kim Jong-il. Junto com o Dia do Sol, aniversário de seu pai Kim Il-sung, é o feriado mais importante do país.
Kim Jong-il nasceu em 1941 (dia 30 no calendário norte-coreano Juche) na União Soviética, embora a propaganda norte-coreana diga que a data é 16 de fevereiro de 1942 (dia 31 no calendário norte-coreano Juche) e coloque o local de nascimento na área do Monte Paektu na Coréia.  Seu aniversário tornou-se feriado oficial em 1982, quando ele começou a trabalhar no Politburo do Partido dos Trabalhadores da Coreia. Ele comemorou seus aniversários em particular. Em 2012, ano seguinte à sua morte, o feriado foi rebatizado de Dia da Estrela Brilhante.
As observâncias mais luxuosas ocorrem na capital Pyongyang e incluem ginástica em massa, apresentações musicais, fogos de artifício, demonstrações militares e festas de dança em massa.

## Significado

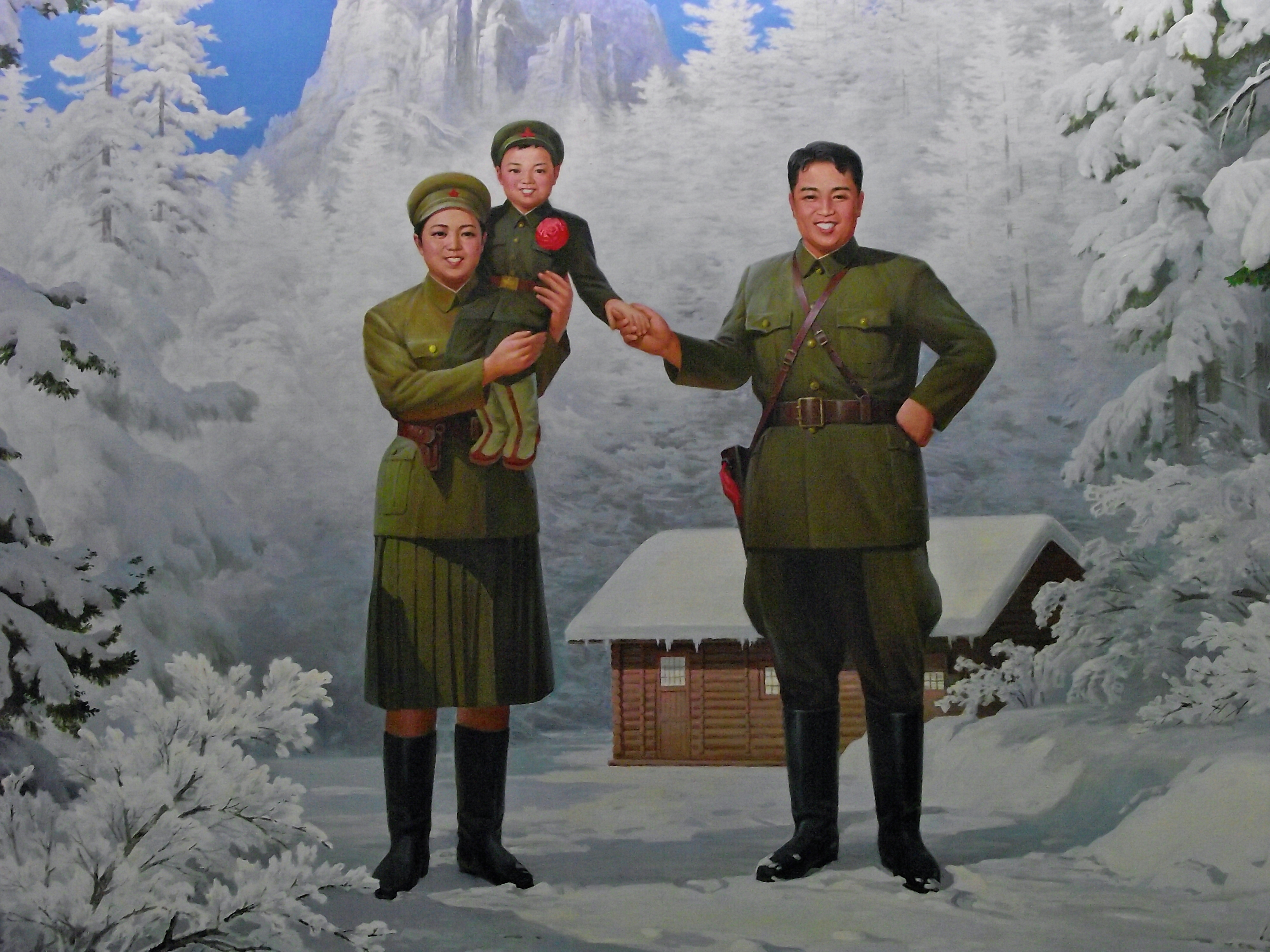
Segundo a propaganda norte-coreana, Kim Jong-il nasceu em um acampamento secreto no Monte Paektu em 16 de fevereiro de 1942.

Kim Jong-il nasceu em fevereiro de 1941, filho de Kim Il-sung e Kim Jong-suk, na Sibéria, na República Federal da Rússia, União Soviética, onde seu pai estava exilado por causa de suas atividades de guerrilha. A propaganda norte-coreana data o nascimento de Kim Jong-il em 16 de fevereiro de 1942 e o localiza na área do Monte Paektu na Coréia, o mítico local de origem do povo coreano, onde Kim Il-sung supostamente dirigia um acampamento de guerrilha.  Os guerrilheiros estavam localizados na Manchúria na época e o próprio Kim havia estado no Extremo Oriente soviético antes e depois do nascimento de Kim Jong-il. 
Na propaganda norte-coreana, Kim Jong-il é frequentemente associado à imagem da estrela. Segundo a lenda, uma estrela brilhante apareceu no céu na noite em que ele nasceu, e guerrilheiros esculpiram mensagens nas árvores chamadas guhonamu (구호나무) proclamando: "Três heróis brilhando na Coréia com o Espírito do Monte Paekdu: Kim Il-sung, Kim Chŏng-suk e Kwangmyŏngsŏng ('A estrela brilhante')" e "Oh! Coreia! A estrela de Paektu nasceu!" 

## História
O aniversário de Kim havia sido comemorado provisoriamente a partir de 1976, mas só se tornou feriado nacional em 1982,  dois dias depois de ele se tornar membro do Politburo do Partido dos Trabalhadores da Coreia. Quando ele ascendeu à liderança do país, seu aniversário foi marcado como "A Primavera da Humanidade" no calendário norte-coreano. Kim evitou ocasiões públicas em seus aniversários. O aniversário recebeu seu nome atual em 2012, ano seguinte à sua morte, quando o Politburo anunciou que: "16 de fevereiro, o feriado mais auspicioso da nação quando o grande líder Camarada Kim Jong Il nasceu, será instituído como o Dia da Estrela Brilhante". Uma estátua equestre com Kim Jong-il e Kim Il-sung foi feita para comemorar o dia.
Em 12 de fevereiro de 2013, a Coreia do Norte realizou seu terceiro teste nuclear alguns dias antes do Dia da Estrela Brilhante em comemoração a ele.

## Celebração

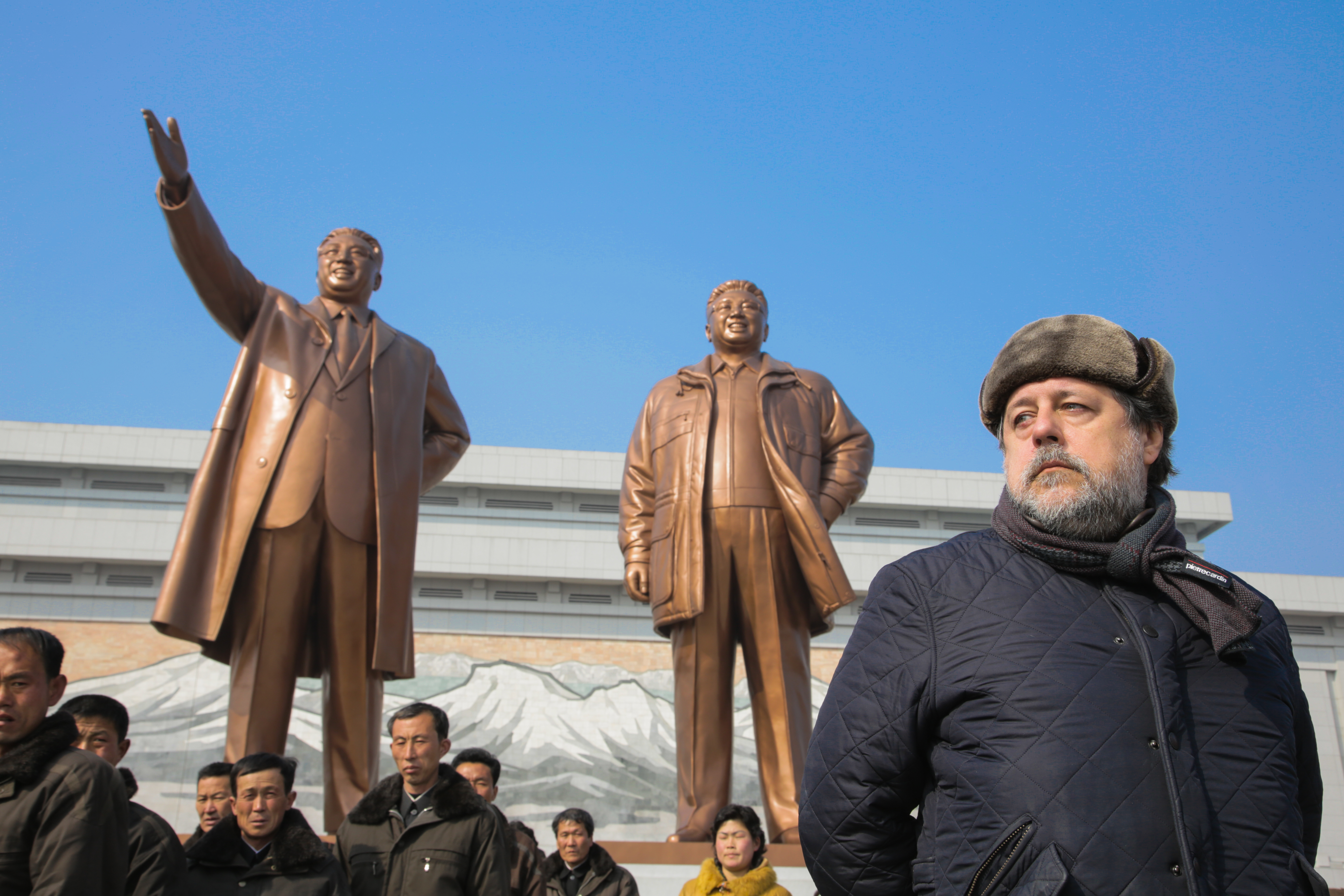
Diretor de cinema Vitaly Mansky no Mansu Hill Grand Monument em torno do Dia da Estrela Brilhante.

O feriado começa em 16 de fevereiro e dura dois dias. As celebrações são observadas em todo o país. A capital, Pyongyang, tem observâncias como ginástica em massa, apresentações musicais, fogos de artifício, demonstrações militares, e festas de dança em massa. Avenidas são enfeitadas com bandeiras e faixas. Milhões de pessoas visitam o Palácio Kumsusan do Sol, onde Kim Il-sung e Kim Jong-il estiveram no poder. Exposições da flor Kimjongilia acontecem. A planta, uma begônia híbrida, recebeu o nome de Kim e foi cultivada para florescer por volta do Dia da Estrela Brilhante. O governo norte-coreano geralmente aloca mais comida e energia para as pessoas no Dia da Estrela Brilhante do que normalmente recebem. As crianças recebem doces, e é uma das poucas ocasiões em que novos membros são admitidos na União das Crianças Coreanas.  O documentário de 2015 de Vitaly Mansky, Under the Sun, narra a preparação para essa cerimônia no Dia da Estrela Brilhante.
Escritórios governamentais e comerciais, bancos e lojas de varejo fecham. Casamentos são comumente realizados neste dia.
O período de dois meses entre o Dia da Estrela Brilhante e o Dia do Sol é conhecido como o Período do Festival da Lealdade e as festividades ocorrem durante todo o período. No calendário, o Dia da Estrela Brilhante ocorre após o Dia do Generalíssimo (대원수추대일, 14 de fevereiro, comemorando a ascensão de Kim Jong-il ao posto de Taewonsu) e antes do Dia Internacional da Mulher (8 de março). O Dia da Estrela Brilhante é um dos três dias que celebram Kim Jong-il no calendário, sendo os outros dois o Dia do Generalíssimo e o Dia de Songun (25 de agosto, comemorando o início do Songun de Kim).